# Fjällängsdystermal
Fjällängsdystermal, Monochroa saltenella är en fjärilsart som beskrevs av Per Benander 1928. Fjällängsdystermal ingår i släktet Monochroa, och familjen stävmalar, Gelechiidae. Arten är reproducerande i Sverige. Enligt den svenska rödlistan är arten sårbar, VU, i Sverige. Arten förekommer i Sverige tämligen sällsynt i fjällkedjan från Dalarna till Lule lappmark. Inga underarter finns listade i Catalogue of Life.